# Raoul Rémy
Raoul Rémy (Marsella, 25 d'octubre de 1919 - Marsella, 22 de setembre de 2002) va ser un ciclista francès, que fou professional entre 1944 i 1957. En el seu palmarès destaquen dues etapes al Tour de França, el 1948 i el 1952 i la París-Camembert de 1948. Una vegada retirat exercí de director esportiu durant la dècada de 1960.

## Palmarès
- 1946
  - 1r del Gran Premi Gustave Ganay a Marsella
  - Vencedor d'una etapa de la París-Niça
- 1947
  - 1r del Circuit de l'Indre
  - 1r del Premi d'Ajaccio
  - 1r de la Grande Combe
  - 1r dels Grans Premis d'Alvèrnia i vencedor del Gran Premi de Chamalières
- 1948
  - 1r de la París-Camembert
  - 1r del Premi de la Grande Combe
  - Vencedor d'una etapa al Tour de França
  - Vencedor d'una etapa al Tour del Sud-oest
- 1949
  - 1r del Gran Premi de Catox
  - 1r del Gran Premi de Guelma i vencedor de 2 etapes
- 1950
  - 1r del Premi de La Ciotat
  - 1r dels Comerciants de Rouen
  - 1r de la París-Clermont-Ferrand
  - Vencedor d'una etapa al Tour del Sud-est
  - Vencedor d'una etapa del Gran Premi de Guelma
- 1951
  - 1r del Tour de Vaucluse
  - 1r del Gran Premi de Niça
  - 1r del Premi de Nantua
- 1952
  - 1r del Gran Premi de l'Echo d'Oran
  - 1r del Premi de Riez
  - Vencedor d'una etapa al Tour de França
  - Vencedor d'una etapa al Critèrium del Dauphiné Libéré
- 1953
  - 1r del Circuit de l'Alta Savoia
- 1954
  - 1r al Gran Premi de l'Écho d'Alger
  - Vencedor d'una etapa de la París-Niça
- 1955
  - 1r del Critèrium d'Aix-en-Provence
- 1956
  - Vencedor d'una etapa de la Volta a Mallorca

### Resultats al Tour de França
- 1947. 28è de la classificació general
- 1948. 23è de la classificació general i vencedor d'una etapa
- 1949. Abandona (4a etapa)
- 1950. 34è de la classificació general
- 1951. Abandona (22a etapa)
- 1952. 37è de la classificació general i vencedor d'una etapa
- 1953. 51è de la classificació general
- 1954. 38è de la classificació general
- 1955. Abandona (8a etapa)

### Resultats a la Volta a Espanya
- 1955. 42è de la classificació general
- 1956. Abandona (4a etapa)

### Resultats al Giro d'Itàlia
- 1956. Abandona